# Voorbehoud
Een voorbehoud is in het algemeen in het recht een verklaring, afgelegd door een partij, waarbij de partij te kennen geeft slechts onder bepaalde omstandigheden partij bij een overeenkomst te zijn of een afspraak te zullen uitvoeren of te hebben uitgevoerd. Vaak is sprake van een partij met een zekere overmacht. Bekende voorbeelden zijn de betaling onder voorbehoud na een aanmaning van een incassobureau of het aanvaarden van een erfenis onder voorbehoud van boedelbeschrijving, de beneficiaire aanvaarding. In het internationale recht geeft een partij bij een internationaal verdrag, dat kan een staat of een internationale organisatie zijn, met een voorbehoud te kennen een of meer bepalingen in het verdrag binnen de eigen jurisdictie geen of gewijzigde rechtsgevolgen te geven dan in het verdrag bepaald. De staat die een voorbehoud maakt neemt zodoende een uitzonderingspositie in ten aanzien van de genoemde onderdelen uit het verdrag.

## Internationaal recht
Een voorbehoud wordt in de regel door de andere partij(en) bij een verdrag toegestaan of gedoogd als er een nationaal of internationaal belang bij bestaat het betreffende land of de organisatie als partij bij het verdrag aangesloten te hebben. De hoop is veelal dat in een later stadium over de voorbehouden opnieuw onderhandeld kan worden. Dat geldt in gelijke mate voor multilaterale en bilaterale onderhandelingen en verdragen.
Een staat mag niet altijd een voorbehoud inroepen: dat mag alleen als het betreffende verdrag voorbehouden niet verbiedt. Het maken van voorbehouden is gebonden aan regels die in het betreffende verdrag staan. Bevat een verdrag die regels niet, dan gelden de artikels 19-23 van het Verdrag inzake het verdragenrecht uit 1969.
Het Verdrag inzake het verdragenrecht stelt dat een staat een voorbehoud kan maken, tenzij het betreffende verdrag het maken van een voorbehoud in het algemeen of ten aanzien van het betreffende onderwerp verbiedt. Ook is het maken van een voorbehoud niet toegestaan als dat strijdig is met het doel van het verdrag.
Een voorbehoud dat een staat gemaakt heeft, hoeft in beginsel niet door de andere staten die partij zijn bij het verdrag, aanvaard te worden. In sommige gevallen kunnen staten evenwel eisen dat een voorbehoud door alle ondertekenaars aanvaard moet worden. Soms wordt een aanvaarding door alle staten zelfs in het verdrag geëist. Staten kunnen evenwel bezwaar maken tegen voorbehouden, waarbij zij eventueel kunnen beslissen dat de bepalingen uit het verdrag niet gelden tussen de voorbehoud makende staat enerzijds en de bezwaar makende staat anderzijds.
Voorbehouden kunnen op elk gewenst moment worden ingetrokken. Hetzelfde geldt voor bezwaren tegen voorbehouden.